# Lorentzfaktor

Der Lorentz-Faktor als Funktion der Relativgeschwindigkeit

Der Graph des inversen Lorentz-Faktors als Funktion von ist ein Viertelkreis

Der dimensionslose Lorentzfaktor {\displaystyle \gamma } (gamma) beschreibt in der speziellen Relativitätstheorie die Zeitdilatation sowie den Kehrwert der Längenkontraktion bei der Koordinatentransformation zwischen relativ zueinander bewegten Inertialsystemen. Er wurde von Hendrik Antoon Lorentz im Rahmen der von ihm ausgearbeiteten Lorentz-Transformation entwickelt, die die mathematische Grundlage der speziellen Relativitätstheorie bildet.

## Definition
Der Lorentzfaktor ist definiert als:
{\displaystyle \gamma ={\frac {1}{\sqrt {1-\left({\frac {v}{c}}\right)^{2}}}}}
- {\displaystyle v} bezeichnet die Relativgeschwindigkeit zweier Bezugssysteme.
- Die Lichtgeschwindigkeit {\displaystyle c} ist eine vom Bezugssystem unabhängige Naturkonstante.

Zur Vereinfachung von Formeln gibt man die Relativgeschwindigkeit oft als Bruchteil {\displaystyle \beta } der Lichtgeschwindigkeit an. Mit
{\displaystyle \beta ={\frac {v}{c}}}
schreibt sich der Lorentzfaktor als
{\displaystyle \gamma ={\frac {1}{\sqrt {1-\beta ^{2}}}}}.
Für relativ zueinander ruhende Bezugssysteme gilt
{\displaystyle \left.{\begin{array}{c}v=0\\\beta =0\end{array}}\right\rbrace \ \Rightarrow \;\gamma =1}.
Ist {\displaystyle v\neq 0}, aber klein im Vergleich zur Lichtgeschwindigkeit, also 
{\displaystyle v\ll c\ \ {\text{bzw.}}\ \ \beta \ll 1},
so wird durch eine Taylor-Entwicklung
{\displaystyle \gamma =1+{\frac {1}{2}}\beta ^{2}+{\frac {3}{8}}\beta ^{4}+{\mathcal {O}}\left(\beta ^{6}\right)}.
In welcher Ordnung die Entwicklung in der klassischen Physik abgebrochen werden kann, ist nicht allgemein zu beantworten. Für die meisten Anwendungen kann {\displaystyle \gamma } als konstant Eins angenommen werden, für die kinetische Energie entspricht die Entwicklung bis zur ersten Ordnung ({\displaystyle \beta ^{2}}) dem Wert der newtonschen Physik, denn {\displaystyle {\tfrac {1}{2}}\beta ^{2}\cdot mc^{2}={\tfrac {1}{2}}mv^{2}}.

## Lorentzfaktor in Abhängigkeit von der Energie
Der Lorentzfaktor lässt sich angeben als:
{\displaystyle \gamma ={\frac {E_{\mathrm {kin} }}{E_{0}}}+1={\frac {E_{\mathrm {gesamt} }}{E_{0}}}}
mit
- der kinetischen Energie {\displaystyle E_{\mathrm {kin} }} des betrachteten Objektes
- seiner Ruheenergie {\displaystyle E_{0}=mc^{2}} und
- der gesamten Energie {\displaystyle E_{\mathrm {gesamt} }=E_{0}+E_{\mathrm {kin} }}.

## Lorentzfaktor in Abhängigkeit vom Impuls
Der Lorentzfaktor lässt sich auch angeben als:
{\displaystyle \gamma ={\sqrt {1+\left({\frac {\vec {p}}{mc}}\right)^{2}}}}
mit
- dem relativistischen Dreierimpuls {\displaystyle {\vec {p}}} des betrachteten Objektes
- seiner Masse {\displaystyle m\,}[1]

Diese Schreibweise ist vor allem in der theoretischen Physik zu finden.
Der Nachweis der Äquivalenz lässt sich über eine Gleichsetzung mit dem „normalen“ Lorentzfaktor erbringen, bei der sich der relativistische Impuls ergibt.
{\displaystyle {\vec {p}}^{2}=\underbrace {(\gamma ^{2}-1)\cdot c^{2}} _{\left({\frac {1}{1-\beta ^{2}}}-{\frac {1-\beta ^{2}}{1-\beta ^{2}}}\right)c^{2}=\beta ^{2}c^{2}\gamma ^{2}}\cdot m^{2}=\gamma ^{2}v^{2}m^{2}}

## Lorentzfaktor bei Beschleunigungen
Die zeitliche Ableitung von {\displaystyle \gamma } ist interessant, um die relativistische Form des zweiten newtonschen Gesetzes {\displaystyle {\vec {F}}=m{\vec {a}}} für Beschleunigungen in Bewegungsrichtung zu formulieren, da die relativistisch korrekte Beziehung {\displaystyle {\vec {F}}={\tfrac {\mathrm {d} }{\mathrm {d} t}}{\vec {p}}} über den Impuls lautet.
Aus {\displaystyle {\vec {p}}=\gamma m{\vec {v}}} folgt direkt:
{\displaystyle {\vec {F}}=m{\vec {v}}{\frac {\mathrm {d} }{\mathrm {d} t}}\gamma +\gamma m{\frac {\mathrm {d} }{\mathrm {d} t}}{\vec {v}}+\underbrace {\gamma {\vec {v}}{\frac {\mathrm {d} }{\mathrm {d} t}}m} _{=0}.}
Der dritte Summand ist null, weil die Masse sich bei Beschleunigung nicht ändert. Mit der zeitlichen Ableitung des Lorentzfaktors
{\displaystyle {\frac {\mathrm {d} }{\mathrm {d} t}}\gamma =\gamma ^{3}{\frac {\vec {v}}{c}}\cdot {\frac {\mathrm {d} }{\mathrm {d} t}}{\frac {\vec {v}}{c}}}
erhält man die folgende Beziehung zwischen Kraft und Beschleunigung:
{\displaystyle {\vec {F}}=m\gamma ^{3}\left({\frac {\vec {v}}{c}}\cdot {\frac {\mathrm {d} }{\mathrm {d} t}}{\frac {\vec {v}}{c}}\right){\vec {v}}+\gamma m{\frac {\mathrm {d} }{\mathrm {d} t}}{\vec {v}}+\underbrace {\gamma {\vec {v}}{\frac {\mathrm {d} }{\mathrm {d} t}}m} _{=0}.}